# Simsjön, Ångermanland
Simsjön är en sjö i Kramfors kommun och Sollefteå kommun i Ångermanland och ingår i Ångermanälvens huvudavrinningsområde. Sjön har en area på 0,631 kvadratkilometer och ligger 86,1 meter över havet. Sjön avvattnas av vattendraget Simsjöån.

## Delavrinningsområde
Simsjön ingår i det delavrinningsområde (700139-159272) som SMHI kallar för Utloppet av Simsjön. Medelhöjden är 163 meter över havet och ytan är 9,98 kvadratkilometer. Det finns ett avrinningsområde uppströms, och räknas det in blir den ackumulerade arean 23,6 kvadratkilometer. Simsjöån som avvattnar avrinningsområdet har biflödesordning 2, vilket innebär att vattnet flödar genom totalt 2 vattendrag innan det når havet efter 23 kilometer. Avrinningsområdet består mestadels av skog (87 procent). Avrinningsområdet har 0,63 kvadratkilometer vattenytor vilket ger det en sjöprocent på 6,3 procent.